# Anna-Lena Stolze
Anna-Lena Stolze (* 8. Juli 2000 in  Lübeck) ist eine deutsche Fußballspielerin. Seit dem 1. Juli 2024 ist sie Vertragsspielerin des 1. FC Köln.

## Karriere

### Vereine
Stolze spielte bis zum Sommer 2015 beim ATSV Stockelsdorf in Jungenmannschaften und wechselte dann zum Bundesligisten VfL Wolfsburg, wo sie einen Dreijahresvertrag mit halbjähriger Ausstiegsoption unterschrieb. Bei den Wolfsburgerinnen gehörte sie zunächst zum Kader der U-17-Juniorinnen, mit denen sie in der B-Juniorinnen-Bundesliga antrat und kam daneben ab Dezember 2015 zu ersten Einsätzen für die zweite Frauenmannschaft in der 2. Bundesliga Nord. Im März 2018 verlängerte sie ihren Vertrag in Wolfsburg um drei Jahre und gehörte ab der Saison 2018/19 zum Bundesligakader, nachdem sie bereits regelmäßig mit der ersten Mannschaft trainiert hatte. Kurz darauf, am 28. März 2018, feierte sie beim 1:1 im Viertelfinalrückspiel der Champions League gegen Slavia Prag mit ihrer Einwechslung für Ewa Pajor in der 76. Minute ihr Pflichtspieldebüt für Wolfsburg. Am 27. Mai 2018 (21. Spieltag) gab sie bei der 1:2-Niederlage im Auswärtsspiel gegen den FC Bayern München ihr Bundesligadebüt für die zu diesem Zeitpunkt bereits als Meister feststehenden Wolfsburgerinnen. Ende 2019 wechselte sie auf Leihbasis bis zum Ende der Saison 2020/21 zum FC Twente in die Niederlande. Im vorletzten Spiel der Playoffs erzielte sie das entscheidende Siegtor, das Twente die Meisterschaft der Saison 2020/2021 sicherte. Im Sommer 2022 blieb sie nach Ablauf der Leihe beim FC Twente.
Am 14. Mai 2024 wurde ihre Verpflichtung auf der Website des Bundesligisten 1. FC Köln öffentlich, der sie mit einem bis zum 30. Juni 2026 datierten Vertrag ausstattete.

### Auswahl-/Nationalmannschaft
Stolze kam als Spielerin der U18-Auswahlmannschaft des Niedersächsischen Fußballverbandes vom 1. bis zum 4. Oktober 2015 in vier Spielen (1 Tor) im Turnier um den DFB-Länderpokal an der Sportschule Wedau in Duisburg zum Einsatz.
Die Offensivspielerin feierte am 23. April 2014 beim 6:1-Sieg der U15-Nationalmannschaft gegen die Niederlande ihr Debüt im Nationaltrikot und erzielte in dieser Partie mit dem Treffer zum 5:0 auch ihr erstes Länderspieltor. Bis Juni 2015 gelangen ihr 14 weitere Treffer, womit sie Rekordtorschützin dieser Auswahlmannschaft ist. Nachdem sie im Juni 2015 mit der U16-Nationalmannschaft beim Nordic Cup in Dänemark den zweiten Platz belegt hatte, folgte im September 2015 das Debüt für die U17-Nationalmannschaft. Mit dieser Mannschaft qualifizierte sie sich 2016 für die Europameisterschaft in Belarus, wo sie in vier der fünf Turnierpartien zum Einsatz kam und mit einem Finalerfolg (3:2 n. E.) gegen Spanien Europameisterin wurde. Für die U17-Weltmeisterschaft, die im selben Jahr in Jordanien ausgetragen wurde, gehörte sie zunächst zum deutschen Kader, musste ihre Teilnahme allerdings wenige Tage vor Beginn des Turniers krankheitsbedingt absagen. Auch die Jahrgangseuropameisterschaft 2017 in Tschechien verpasste sie aufgrund einer Verletzung. Am 3. April 2018 feierte sie im Rahmen der Qualifikation zur Europameisterschaft ihr Debüt für die U19-Nationalmannschaft und erzielte beim 8:0-Sieg gegen die Slowakei vier der acht deutschen Treffer.

## Erfolge
- U17-Europameister 2016
- Deutscher Meister 2019
- Deutscher Pokalsieger 2019
- Niederländischer Meister 2021, 2022, 2024